# 楊俐思
楊俐思（Liz，1983年7月24日—），臺灣模特兒，2007年，Liz代言莎薇K-BONE魔翼內衣，在廣告中火辣身材著藍色內衣打保齡球、彎腰時展現她的美麗的渾圓大胸部，引發熱注。

## 經歷
活躍於2006年至2011年3月期間。因父親是巴拉圭人，母親是臺灣人，有著巴拉圭與臺灣的混血面孔。擅長跳森巴舞。
約2006年左右，楊俐思來臺發展。不到三年時間，楊俐思便逐漸克服語言問題，不僅學會看中文，還能將國語說得流利。隨著楊俐思的演藝事業快速發展，媒體曝光率頻增，在2008、09年期間走紅而成為名模。2010年7月，被媒體發現楊俐思與陳志強之間的戀情。2011年3月，楊俐思突然離開經紀公司，飛回巴拉圭陪家人，此舉被媒體認為是楊俐思不滿經紀公司犧牲假期陪家人與反對陳志強的交往，並因工作上溝通問題，因此憤而息影。至今為止，楊俐思仍定居於巴拉圭，尚未回臺復出。

## MV
- 林俊傑〈殺手〉
- 陶喆、蔡依林〈今天妳要嫁給我〉
- 林宇中〈干物女〉

## 廣告代言
- 莎薇K-BONE魔翼內衣
- SONY VAIO

## 解
1. ↑  媒體是以推算述之，如今日新聞網則報導：「據《壹週刊》報導，Liz來台發展三年[1]。」由此可知，2009年5月6日的三年前即是「2006年」。